# Barrington Motors
Barrington Motors Ltd war ein britischer Hersteller von Automobilen.

## Unternehmensgeschichte
Barrington Budd testete ab 1929 einen selbst entwickelten Zweitaktmotor. 1932 gründete er das Unternehmen in Sheffield zur Produktion von Automobilen. Der Markenname lautete Barrington. 1936 endete die Produktion. Insgesamt entstanden nur wenige Fahrzeuge.

## Fahrzeuge
Das Unternehmen stellte Kleinwagen her. Ein Dreizylinder-Zweitaktmotor trieb die Fahrzeuge an. Im ersten Prototyp hatte der Motor 782 cm³ Hubraum, und bei den folgenden Modellen etwa 900 cm³ Hubraum. Rubery Owen war an der Produktion des Fahrgestells beteiligt.
Ein größerer Versuchswagen ging nicht in Produktion.